# Tsanko Arnaudov
Tsanko Rosenov Arnaudov (né le 14 mars 1992 à Gotsé Deltchev, en Bulgarie) est un athlète portugais, spécialiste du lancer de poids.

## Biographie
Fils d'immigrés bulgares, Arnaudov devient portugais le 2 juillet 2010. Le 17 mai 2015, il bat le record du Portugal en 21,06 m en améliorant de 4 cm le précédent record de Marco Fortes, son coéquipier au SL Benfica. Il bat ce record au stade Moniz-Pereira, au Lumiar à Lisbonne, ce qui constitue la qualification pour les Championnats du monde de Pékin et les Jeux olympiques de Rio de Janeiro. Il termine 2e de la Coupe d'Europe hivernale des lancers 2016 à Arad.
En juillet 2017, il lance à 20,71 m à Leiria.

## Palmarès
| Date | Compétition                          | Lieu           | Résultat | Marque  |
| ---- | ------------------------------------ | -------------- | -------- | ------- |
| 2016 | Coupe d'Europe hivernale des lancers | Arad           | 2e       | 19,85 m |
| 2016 | Championnats d'Europe                | Amsterdam      | 3e       | 20,59 m |
| 2017 | Championnats d'Europe en salle       | Belgrade       | 4e       | 21,08 m |
| 2017 | Coupe d'Europe hivernale des lancers | Grande Canarie | 4e       | 20,25 m |
| 2017 | Championnats d'Europe par équipes    | Vaasa          | 1er      | 21,56 m |
| 2018 | Championnats du monde en salle       | Birmingham     | 12e      | 19,93 m |
| 2018 | Championnats d'Europe                | Berlin         | 9e       | 20,33 m |
| 2019 | Championnats d'Europe par équipes    | Sandnes        | 4e       | 19,59 m |
| 2022 | Championnats ibéro-américains        | La Nucia       | 3e       | 20,43 m |

## Records
| Épreuve         | Épreuve      | Performance  | Lieu   | Date            |
| --------------- | ------------ | ------------ | ------ | --------------- |
| Lancer du poids | En plein air | 21,56 m (NR) | Vaasa  | 24 juin 2017    |
| Lancer du poids | En salle     | 21,27 m      | Pombal | 18 février 2018 |